# Peter Maivia Jr.
Peter Maivia Jr. (Los Angeles (Californië), 14 augustus 1965), beter bekend als "Prince" Peter Maivia, is een Amerikaans professioneel worstelaar. Hij is de zoon van Peter Maivia.

## In worstelen
- Afwerking en kenmerkende bewegingen
  - Samaon Splash
  - Samoan Drop

## Kampioenschappen en prestaties
- ACCW
  - ACCW Heavyweight Championship (1 keer)
  - ACCW Tag Team Championship (8 keer; 4x met Mando Guerrero en 4x met Professor Toru Tanaka)

- Andere titels
  - Pacific Heavyweight Championship